# The Riders of the Whistling Skull
The Riders of the Whistling Skull è un film del 1937 diretto da Mack V. Wright.
È un film western statunitense con Robert Livingston, Ray Corrigan e Max Terhun.
È basato parzialmente sul romanzo del 1934 Riders of the Whistling Skull di William Colt MacDonald. Il film fu rifatto dalla Monogram Pictures nel 1949 con il titolo The Feathered Serpent. The Riders of the Whistling Skull fa parte della serie di 51 film western dei Three Mesquiteers, basati sui racconti di William Colt MacDonald e realizzati tra il 1936 e il 1943.

## Produzione
Il film, diretto da Mack V. Wright su una sceneggiatura di Oliver Drake e John Rathmell con il soggetto dello stesso Drake e di Bernard McConville e William Colt MacDonald (autore del romanzo), fu prodotto da Nat Levine per la Republic Pictures e girato nella valle di Coachella, a Mecca e a Los Angeles in California.

## Distribuzione
Il film fu distribuito negli Stati Uniti nel 1937 al cinema dalla Republic Pictures. È stato distribuito anche nel Regno Unito con il titolo The Golden Trail.

## Promozione
La tagline è: "A new-action-filled yarn with your three prairie pals. Thrill to their daring deeds as they track down a killer through a hail of poison arrows and hot lead!".